# Time To Be King
Time To Be King – czwarty studyjny album zespołu Masterplan, wydany 21 maja 2010, początkowo planowany na 16 kwietnia. W albumie tym ponownie można usłyszeć głos Jørna Lande, który wrócił do składu zespołu po tym, jak w 2006 odszedł ze względu na różnice poglądów.

## Lista utworów
Źródło.
1. „Fiddle Of Time” – 4:22
2. „Blow Your Winds” – 3:19
3. „Far From The End Of The World” – 3:34
4. „Time To Be King” – 4:44
5. „Lonely Winds of War” – 4:35
6. „The Dark Road” – 6:22
7. „The Sun Is In Your Hands” – 4:27
8. „The Black One” – 4:13
9. „Blue Europa” – 5:08
10. „Under The Moon” – 4:10

Bonus tracks:
1. „Kisses From You”
2. „Never Walk Alone”

## Twórcy
Źródło.
- Jørn Lande – wokal
- Roland Grapow – gitara
- Jan S. Eckert – gitara basowa, wokal
- Mike Terrana – perkusja
- Axel Mackenrott – keyboard

## Listy sprzedaży
| Lista               | Kraj       | Pozycja |
| ------------------- | ---------- | ------- |
| Sverigetopplistan   | Szwecja    | 15      |
| Schweizer Hitparade | Szwajcaria | 45      |